# Lactuca reviersii
Lactuca reviersii là một loài thực vật có hoa trong họ Cúc. Loài này được Litard. & Maire mô tả khoa học đầu tiên năm 1931.